# Cam-Rip
Als Cam-Rip, auch camrip (oder einfach nur Cam), bezeichnet man in der Warez-Szene die illegale Aufnahme eines Kinofilms, die mit Hilfe eines handelsüblichen Camcorders oder Videohandys in einem Kino aufgenommen wurde. Fälschlicherweise wird ein Cam-Rip oft als Screener bezeichnet.
Für die Aufnahme im Kino werden die Geräte modifiziert. So werden verräterische Leuchtdioden und Schriftzüge überklebt oder entfernt. Die Qualität dieser Aufnahmeart reicht von schlecht bis akzeptabel. Meist ist die Aufnahme milchig, rauschend oder zu dunkel, auch sind gelegentlich Köpfe anderer Kinobesucher als Silhouette zu erkennen. Seltener sind Verwacklungen durch das Bewegen des Camcorders wahrzunehmen, jedoch ist die Tonqualität meist schlecht, da beispielsweise externe Störgeräusche wie das Lachen oder Gerede der Kinobesucher zu hören sind. Häufig ist auch ein monotones Rauschen im Hintergrund zu hören, und der Ton wirkt dumpf. Es ist die schlechteste aller Aufnahmearten, die jedoch meist als erste im Internet auftaucht. Die nächstbessere Aufnahmeart ist der Telesync.

## Gegenmaßnahmen
Mit Metalldetektoren oder mit Stichproben von Taschen und Rucksäcken versuchen einige Kinobetreiber die Kameras vor dem Eintritt in den Kinosaal zu finden. Auch mit Nachtsichtgerät wird versucht, während der Vorstellung die Aufnahmegeräte zu entdecken, wobei in Deutschland der Einsatz im Kinosaal vorher dem Publikum bekanntgegeben werden muss. Inzwischen gibt es technische Mittel, die die Kameras beim Filmen im Kinosaal aufspüren oder das Abfilmen unmöglich machen sollen. Hierbei werden z. B. die CCD-Sensoren der Geräte durch Lichtstrahlen geblendet.  Mit Hilfe von Markierungen in Bild und Ton von Kinofilmen lassen sich durch IT-Forensik später auch bei im Internet aufgetauchten Camrip-Kopien die Kinos eingrenzen, in denen der Film abgefilmt wurde. Durch das Anbringen von Wasserzeichen im Filmton soll sich die Position des Camcorders bis zu 44 Zentimeter genau ermitteln lassen.
Juristisch wird das Abfilmen von den Verwertungsgesellschaften wie der Motion Picture Association of America oder der Gesellschaft zur Verfolgung von Urheberrechtsverletzungen verfolgt. So wurde beispielsweise in den USA ein Mann zu 21 Monaten Haft in einem Bundesgefängnis verurteilt, weil er nachweislich die Filme 28 Weeks Later und Enchanted abgefilmt hatte. In einem anderen Fall wurde in den USA die Strafe von 7 Jahren Haft verhängt, wobei nach dem Family Entertainment and Copyright Act aus dem Jahr 2005 der Verurteilte mit 10 Jahren rechnen musste, da dieses Gesetz allein das Mitführen einer Kamera im Kino strafbar macht, da es als Versuch gewertet wird, eine audiovisuelle Aufnahme anzufertigen. In Deutschland ist ein Camrip nach § 106 des Urheberrechtsgesetzes strafbar.